# Hannah Ware

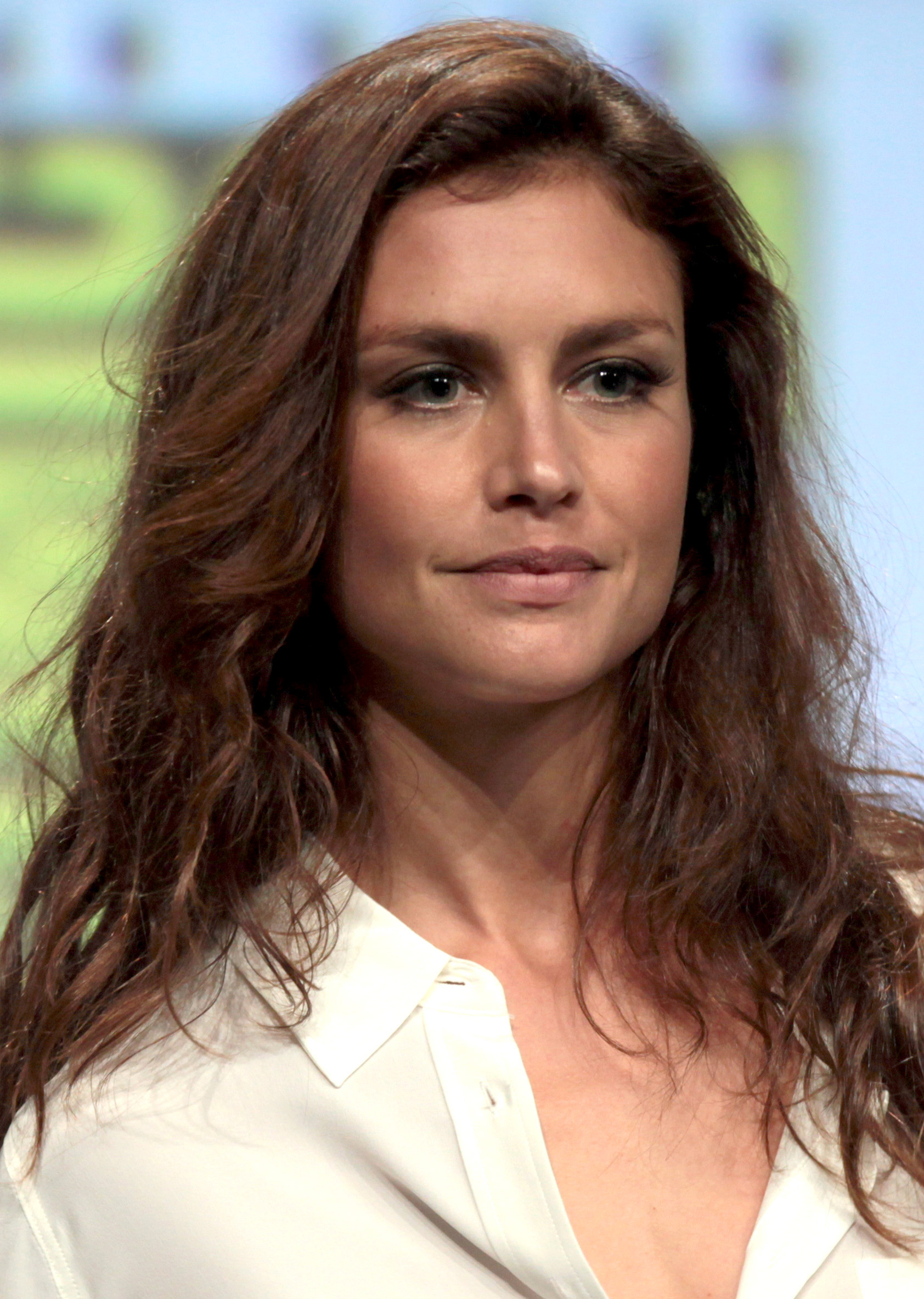
Hannah Ware auf der Comic-Con 2014

Hannah Rose Ware (* 8. Dezember 1982 in London) ist eine britische Schauspielerin.

## Leben und Karriere
Hannah Ware ist die Tochter der Sozialarbeiterin Helene Keell und des Fernsehjournalisten John Ware, der für die BBC arbeitet. Ihre zwei Jahre jüngere Schwester ist die Musikerin Jessie Ware. Da ihre Mutter Jüdin ist, wurde sie im jüdischen Glauben erzogen. Sie besuchte die Alleyn's School im Londoner Stadtteil Dulwich und studierte Schauspiel am Lee Strasberg Theatre and Film Institute in New York City. Ihr Schauspieldebüt gab sie 2010 in der US-Komödie Cop Out – Geladen und entsichert. Seither ist sie in Film- und Fernsehproduktionen gleichermaßen zu sehen.

## Filmografie (Auswahl)
- 2010: Cop Out – Geladen und entsichert (Cop Out)
- 2011–2012: Boss (Fernsehserie, 18 Episoden)
- 2011: Shame
- 2013: Oldboy
- 2013–2014: Betrayal (Fernsehserie, 13 Episoden)
- 2015: Hitman: Agent 47
- 2017: Vendetta – Alles was ihm blieb war Rache (Aftermath)
- 2018: Der ägyptische Spion, der Israel rettete (The Angel)
- 2018: The First (Fernsehserie, 4 Episoden)
- 2021: The One - Finde dein perfektes Match (Netflix-Serie)